# Michel Fugain

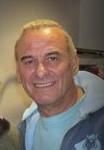
Michel Fugain.

Michel Fugain (Grenoble, 12 de mayo de 1942) es un cantautor francés.
En 1964 entra en las nuevas ediciones Barclay como "compositor de edición" y escribe sus primeras canciones. Ha sido interpretado por
Hugues Aufray,
Hervé Vilard,
Dalida,
Marie Laforêt,
y otros.
En 1969 grabó su primer álbum: Je n’aurai pas le temps
En 1972 creó el grupo artístico Big Bazar, un grupo de 11 músicos y otras 15 personas. En esa época produjo las canciones «Une belle histoire» y «La fête», y realizó una adaptación de la canción brasileña «Você abusou» (del dúo Antonio Carlos y Jocafi), a la que registró como propia, y llamó «Fais comme l'oiseau». La canción se convirtió en el himno del Partido Socialista Francés. El dúo brasileño, al enterarse del plagio, inició una demanda judicial, que finalmente ganó. Sin embargo, la mayor parte de los franceses creen que la canción es de Fugain. El Big Bazar dejó de existir en 1976.
Al año siguiente (1977) creó el grupo artístico «Compañía Michel Fugain».
En Argentina es muy conocida su canción «Attention, mesdames et messieurs» (‘atención, señoras y señores’) por ser el tema de apertura del programa humorístico de televisión No toca botón, protagonizado por el cómico rosarino Alberto Olmedo.
En 1988 creó la canción «Viva la vida».
- Datos: Q954560
- Multimedia: Michel Fugain / Q954560